# SBS 월화 드라마
SBS 월화 드라마는 SBS TV에서 매주 월요일부터 화요일에 방송 중인 드라마 프로그램이다.

## 개요
미니 시리즈 드라마 형식으로 방송 중이며 장편 드라마도 방송됐다.
1991년 12월 16일에 시작한 소설 극장 미니 시리즈 《여자 마흔다섯》으로 시작됐는데 당시에는 오후 8시 55분에 방송·편성됐다. 미니 시리즈 《금잔화》는 1992년 3월 29일 오후 10시 55분 일요극장으로 출발했으나 1992년 5월 18일 월요 드라마가 신설돼 월요일 9시 50분으로 자리를 옮기게 된다. 후속 《비련초》부터 9시 50분 월화 드라마로 방송됐다.
1995년 2월 20일 1회부터 오후 8시 50분에 방송됐던 《장희빈》, 1995년 3월 13일 1회부터 오후 9시 시간대 드라마 프로그램으로 방송됐던 《고백》을 1995년 4월 17일부터 편성 변경했는데 《장희빈》은 1995년 6월 26일부터 1995년 6월 27일, 《고백》은 1995년 6월 27일 결방됐다.
이후 《장희빈》이 1995년 7월 3일 1 ~ 2회 내용을 내보낸 후 1995년 7월 10일부터 오후 9시 시간대 드라마 프로그램으로 변경됐고 1995년 4월 17일부터 1995년 6월 26일까지 오후 8시 시간대 드라마 프로그램으로 편성된 《고백》이 1995년 7월 4일 오후 8시 50분부터 1 ~ 2회 연속 편성됐는데 해당 프로그램 내용이 마지막회가 됐으며 이후 오후 8시 시간대 월화 드라마를 방송·편성하지 않았다가 2009년 《천사의 유혹》을 통해 오후 8시 시간대에 월화 드라마를 재개했으나 《파라다이스 목장》을 마지막으로 또 다시 오후 8시 50분에 월화 드라마가 폐지됐는데 당시에는 미니 시리즈 드라마를 편성했다.
한편 미니 시리즈 드라마로 방송됐던 《모래시계》는 당시 월요일부터 목요일에 4회로 본방송 편성됐고 나중에 수요일부터 목요일, 토요일부터 일요일에 4회로 재방송 편성됐다.
2013년 10월, KBS, MBC, SBS 지상파 3사 편성국은 드라마 방송 시간을 줄이기로 합의하고 광고를 포함한 시간인 기존 1시간 12분 룰에서 1시간 7분 룰로 5분 가량 축소한 내용을 발표했다.

## 방송 시간

### 오후 8시 시간대
| 방송 채널 | 방송 기간            | 방송 시간                  | 방송 분량 |
| --------- | -------------------- | -------------------------- | --------- |
| SBS TV    | 1991.12.16~1992.3.24 | 매주 월~화 오후 8:55~9:55  | 1:00      |
| SBS TV    | 1992.3.30~5.12       | 매주 월~화 오후 8:50~9:50  | 1:00      |
| SBS TV    | 1995.4.17~6.20       | 매주 월~화 오후 8:50~9:50  | 1:00      |
| SBS TV    | 1995.7.4             | 매주 화 오후 8:50~10:50    | 2:00      |
| SBS TV    | 1992.5.18~1995.4.11  | 매주 월~화 오후 8:50~9:45  | 55        |
| SBS TV    | 2009.10.12~2010.7.27 | 매주 월~화 오후 8:50~9:55  | 1:05      |
| SBS TV    | 2010.8.2~2011.3.15   | 매주 월~화 오후 8:55~10:00 | 1:05      |

### 오후 9시 시간대
| 방송 채널 | 방송 기간             | 방송 시간                                  | 방송 분량                             |
| --------- | --------------------- | ------------------------------------------ | ------------------------------------- |
| SBS TV    | 1992.5.18~1993.11.9   | 매주 월~화 오후 9:50~10:50                 | 1:00                                  |
| SBS TV    | 1994.1.31~1995.4.11   | 매주 월~화 오후 9:50~10:50                 | 1:00                                  |
| SBS TV    | 1995.7.10~1997.5.13   | 매주 월~화 오후 9:50~10:50                 | 1:00                                  |
| SBS TV    | 1998.1.5~2.24         | 매주 월~화 오후 9:50~10:50                 | 1:00                                  |
| SBS TV    | 1993.11.16~1994.1.25  | 매주 월~화 오후 9:시 55분 ~ 오후 10시 55분 | 1:00                                  |
| SBS TV    | 1997.5.19~6.24        | 매주 월~화 오후 9:시 55분 ~ 오후 10시 55분 | 1:00                                  |
| SBS TV    | 1998.3.2~2001.8.7     | 매주 월~화 오후 9:시 55분 ~ 오후 10시 55분 | 1:00                                  |
| SBS TV    | 1995.4.17~6.20        | 매주 월~화 오후 9:55~10:50                 | 55                                    |
| SBS TV    | 1997.6.30~1997.12.29  | 매주 월~화 오후 9:45~10:45                 | 1:00                                  |
| SBS TV    | 2001.8.13~2007.4.17   | 매주 월~화 오후 9:55~11:05                 | 1:10                                  |
| SBS TV    | 2007.7.2~8.21         | 매주 월~화 오후 9:55~11:05                 | 1:10                                  |
| SBS TV    | 2007.9.3~9.11         | 매주 월~화 오후 9:55~11:05                 | 1:10                                  |
| SBS TV    | 2008.4.7~6.17         | 매주 월~화 오후 9:55~11:05                 | 1:10                                  |
| SBS TV    | 2008.10.20~2009.9.29  | 매주 월~화 오후 9:55~11:05                 | 1:10                                  |
| SBS TV    | 2007.4.23~6.26        | 매주 월~화 오후 9:55~11:15                 | 1:20                                  |
| SBS TV    | 2007.8.27             | 매주 월~화 오후 9:55~11:15                 | 1:20                                  |
| SBS TV    | 2007.9.17~2008.2.19   | 매주 월~화 오후 9:55~11:15                 | 1:20                                  |
| SBS TV    | 2008.6.23~ 2008.10.14 | 매주 월~화 오후 9:55~11:15                 | 1:20                                  |
| SBS TV    | 2011.5.9~2013.2.19    | 매주 월~화 오후 9:55~11:15                 | 1:20                                  |
| SBS TV    | 2008.5.26             | 매주 화 오후 9:55~오후 11:15               | 1:20                                  |
| SBS TV    | 2008.3.3~4.1          | 매주 월~화 오후 9:55~11:10                 | 1:15                                  |
| SBS TV    | 2020.1.6~6.16         | 매주 월~화 오후 9:40~11:00                 | 1:20 (1,2부 모두 40분 분할 방송·편성) |

### 오후 10시 시간대
| 방송 채널 | 방송 기간            | 방송 시간                   | 방송 분량 |
| --------- | -------------------- | --------------------------- | --------- |
| SBS TV    | 1995.6.26            | 매주 월 오후 10:05~11:00    | 55        |
| SBS TV    | 2013.2.25~3.26       | 매주 월~화 오후 10:00~11:10 | 1:10      |
| SBS TV    | 2016.2.15~2017.5.23  | 매주 월~화 오후 10:00~11:10 | 1:10      |
| SBS TV    | 2017.5.29~2019.12.24 | 매주 월~화 오후 10:00~11:10 | 1:10      |
| SBS TV    | 2020.8.31~2023.5.16  | 매주 월~화 오후 10:00~11:10 | 1:10      |
| SBS TV    | 2021.6.7~14          | 매주 월 오후 10:00~11:10    | 1:10      |
| SBS TV    | 2021.6.21            | 매주 월 오후 10:00~11:10    | 1:10      |
| SBS TV    | 2021.7.5             | 매주 월 오후 10:00~11:10    | 1:10      |
| SBS TV    | 2021.8.9             | 매주 월 오후 10:00~11:10    | 1:10      |
| SBS TV    | 2021.6.8~6.15        | 매주 화 오후 10:00~11:10    | 1:10      |
| SBS TV    | 2013.10.21~2016.2.9  | 매주 월~화 오후 10:00~11:15 | 1:15      |
| SBS TV    | 2020.11.2~2021.3.23  | 매주 월~화 오후 10:00~11:15 | 1:15      |
| SBS TV    | 2008.2.25            | 매주 월 오후 10:05~11:20    | 1:20      |
| SBS TV    | 2021.7.6             | 매주 화 오후 10:00~11:20    | 1:20      |
| SBS TV    | 2021.7.12~20         | 매주 화 오후 10:00~11:30    | 1:30      |
| SBS TV    | 2021.5.31~6.1        | 매주 월~화 오후 10:00~11:35 | 1:35      |
| SBS TV    | 2021.6.22            | 매주 월~화 오후 10:00~11:35 | 1:35      |
| SBS TV    | 2020.10.26~27        | 매주 월~화 오후 10:10~자정  | 1:50      |

## 프로그램 리스트
- 아래 프로그램은 2003년 이전에 제작·방송한 작품들로 부득이하게 일부 장면에서 흡연 장면·담배 소품이 노출될 수 있으며 시청자 여러분들의 양해 바랍니다.
- 아래 프로그램은 2002년 11월 이후 시청 가능 연령을 표시하는 드라마 프로그램 등급 제도를 의무적으로 시행하여 현재까지 이어지고 있습니다.
- 2017년 3월 1일부터 TV 프로그램 등급 표시 외에 주제, 폭력성, 선정성, 언어, 모방 위험 등 분류 사유 표시를 의무적으로 시행하고 있습니다.

### 1990년대

#### 1991
오후 8시 시간대 드라마
- 《여자 마흔다섯》 : 12.16~1992.1.14 (소설극장 1)

#### 1992
오후 8시 시간대 드라마
- 《분례기》 : 1.20~3.10 (소설극장 2)
- 《작은 도시》 : 1992.3.16~5.5 (소설극장 3)
- 《해빙기의 아침》 : 1992.5.11~7.7 (소설극장 4)
- 《장미정원》 : 1992.7.13~9.1 (소설극장 5)
- 《물 위를 걷는 여자》 : 1992.9.7~10.27 (소설극장 6)
- 《모닥불에 바친다》 : 1992.11.2~12.22 (소설극장 7)
- 《재회》 : 1992.12.28~1993.2.23 (소설극장 8)

오후 9시 시간대 드라마
- 《금잔화》 : 1992.3.29~8.10 (1~7회 일요일, 8~20회 월요일, 전회 주 1회 방송)
- 《비련초》 : 1992년 8월 17일 ~ 1992.11.3 (해당 프로그램부터 월화 드라마로 방송)
- 《관촌수필》 : 1992.11.9~1993.2.16

#### 1993
오후 8시 시간대 드라마
- 《우리들 뜨거운 노래》 : 1993.3.1~5.4 (소설극장 9)
- 《세상은 내게》 : 1993.5.10~6.29 (소설극장 10)
- 《사랑과 우정》 : 1993.7.5~8.24 (소설극장 11)
- 《테마 시리즈》 : 1993.8.30~11.9
- 《머나먼 쏭바강》 : 1993.11.15~ 1994.1.25

오후 9시 시간대 드라마
- 《댁의 남편은 어떠십니까?》 : 1993.2.22~10.19
- 《결혼》 : 1993.10.25~1994.4.12

#### 1994
오후 8시 시간대 드라마
- 《세 남자 세 여자》 : 1994.1.31~7.19
- 《영웅일기》 : 1994.7.25~9.13
- 《여태 뭘 했수》 : 1994.9.26~1995.3.7

오후 9시 시간대 드라마
- 《도깨비가 간다》 : 1994.4.18~6.7
- 《작별》 : 1994.6.13~12.27

#### 1995
- 참고 : 《고백》, 《장희빈》은 서로 시간대를 바꿔서 방송·편성하였다.

오후 8시 시간대 드라마
- 《고백》 : 1995.3.13~4.11 · 1995.7.4
- 《장희빈》 : 1995.4월 17~7.3 (대하 사극으로 방송)

오후 9시 시간대 드라마
- 《모래시계》 : 1995.1.9~2.16 (광복 50주년 특별 기획 드라마로 방송)
- 《장희빈》 : 1995.2.20~4.11 · 1995.7.10~9.26 (대하 사극으로 방송)
- 《고백》 : 1995.4.17~6.27
- 《야망의 불꽃》 : 1995.10.2~1996.3.26

#### 1996
- 《만강》 : 1996.4.1~11.5
- 《연어가 돌아올 때》 : 1996.11.11~1997.4.1

#### 1997
- 《여자》 : 1997.4.7~10.7
- 《사랑하니까》 : 1997.10.27~1998.4.14

#### 1998
- 《바람의 노래》 : 1998.4.20~7.28
- 《납량특선 8부작》 : 1998.8.3~8.28
- 《백야 3.98》 : 1998.8.31~11.3
- 《은실이》 : 1998.11.9~1999.7.6

#### 1999
- 《고스트》 : 1999.7.12~8.31
- 《맛을 보여드립니다》 : 1999.9.13~2000.2.28

### 2000년대

#### 2000
- 《사랑의 전설》 : 2000.3.6~5.23
- 《도둑의 딸》 : 2000.5.29~9.26
- 《천사의 분노》 : 2000.10.23~12. 5
- 《루키》 : 2000.12.11~2001.1.30

#### 2001
- 《여인천하》 : 2001.2.5~2002.7.22 (대하 사극으로 방송)

#### 2002
- 《야인시대》 : 2002.7.29~2003.9.30 (대하 드라마로 방송)

#### 2003
- 《왕의 여자》 : 2003.10.6~2004.3.2 (대하 사극으로 방송)

#### 2004
- 《2004 인간시장(김홍신 원작)》 : 2004.3.8~5.11
- 《장길산》 : 2004.5.17~11.16 (대하 드라마로 방송)
- 《러브스토리 인 하버드》 : 2004.11.22~2005.1.11

#### 2005
- 《세잎 클로버》 : 2005.1.17~3.14
- 《불량 주부》 : 2005.3.21~5.17
- 《패션 70's》 : 2005.5.23~8.29 (대기획으로 방송)
- 《서동요》 : 2005.9.5~2006.3.27 (창사 15주년 대하 드라마로 방송)

#### 2006
- 《연애시대》 : 2006년 4월 3~2006년 5월 23
- 《101번째 프러포즈》 : 2006년 5월 29~2006년 7월 25
- 《천국보다 낯선》 : 2006년 7월 31~2006년 9월 19
- 《독신천하》 : 2006년 9월 25~2006년 11월 7
- 《눈꽃》 : 2006년 11월 20~2007년 1월 8

#### 2007
- 《사랑하는 사람아》 : 2007.1.15~3.27
- 《내 남자의 여자》 : 2007.4.2~6.19
- 《강남엄마 따라잡기》 : 2007.6.25~8.21
- 《왕과 나》 : 2007.8.27~2008.4.1 (대하 사극으로 방송)

#### 2008
- 《사랑해》 : 2008.4.7~5.27
- 《도쿄 여우비》 : 2008.6.2~6.10
- 《식객》 : 2008.6.17~9.9
- 《타짜》 : 2008.9.16~11.25
- 《떼루아》 : 2008.12.1~2009.2.17

#### 2009
- 《자명고》 : 2009.3.10~7.21 (대하 사극으로 방송)
- 《드림》 : 2009.7.27~9.29
- 《천사의 유혹》 : 2009.10.12~12.22

### 2010년대

#### 2010
오후 8시 시간대 드라마
- 《별을 따다줘》 : 2010.1.4~3.16
- 《오! 마이 레이디》 : 2010.3.22~5.11
- 《커피 하우스》 : 2010.5.17~7.27
- 《나는 전설이다》 : 2010.8.2~9.21
- 《닥터 챔프》 : 2010.9.27~11.16
- 《괜찮아, 아빠딸》 : 2010.11.22~2011.1.18

오후 9시 시간대 드라마
- 《제중원》 : 2010.1.4~5.4 (대기획으로 방송)
- 《자이언트》 : 2010.5.10~12.7 (창사 20주년 대하 드라마로 방송)
- 《아테나: 전쟁의 여신》 : 2010.12.13~2011.2.21 (대기획으로 방송)

#### 2011
오후 8시 시간대 드라마
- 《파라다이스 목장》 : 2011.1.24~3.15

오후 10시 시간대 드라마
- 《마이더스》 : 2011.2.22~5.3
- 《내게 거짓말을 해봐》 : 2011.5.9~6.28
- 《무사 백동수》 : 2011.7.4~10.10
- 《천일의 약속》 : 2011.10.17~12.20

#### 2012
- 《샐러리맨 초한지》 : 2012.1.2~3.13
- 《패션왕》 : 2012.3.19~5.22
- 《추적자 THE CHASER》 : 2012.5.28~7.17
- 《신의》 : 2012.8.13~10.30
- 《드라마의 제왕》 : 2012.11.5~2013.1.7

#### 2013
- 《야왕》 : 2013.1.14~4.2
- 《장옥정, 사랑에 살다》 : 2013.4.8~6.25
- 《황금의 제국》 : 2013.7.1~9.17 (대기획으로 방송)
- 《수상한 가정부》 : 2013.9.23~11.26
- 《따뜻한 말 한마디》 : 2013.12.2~2014.2.24

#### 2014
- 《신의 선물 - 14일》 : 2014.3.3~4.22
- 《닥터 이방인》 : 2014.5.5~7.8
- 《유혹》 : 2014.7.14~9.16
- 《비밀의 문》 : 2014.9.22~12.9 (대기획으로 방송)
- 《펀치》 : 2014.12.15~2015.2.17

#### 2015
- 《풍문으로 들었소》 : 2015.2.23~6.2
- 《상류사회》 : 2015.6.8~7.28
- 《미세스 캅》 : 2015.8.3~9.29
- 《육룡이 나르샤》 : 2015.10.5~2016.3.22 (창사 25주년 특별 기획으로 방송)

#### 2016
- 《대박》 : 2016.3.28~6.14
- 《닥터스》 : 2016.6.20~8.23
- 《달의 연인 - 보보경심 려》 : 2016.8.29~11.1
- 《낭만닥터 김사부》 : 2016.11.7~2017.1.16

#### 2017
- 《피고인》 : 2017.1.23~3.21
- 《귓속말》 : 2017.3.27~5.23
- 《엽기적인 그녀》 : 2017.5.29~7.18
- 《조작》 : 2017.7.24~9.12
- 《사랑의 온도》 : 2017.9.18~11.21
- 《의문의 일승》 : 2017.11.27~2018.1.30

#### 2018
- 《키스 먼저 할까요》 : 2018.2.20~4.24
- 《기름진 멜로》 : 2018.5.7~7.17
- 《서른이지만 열일곱입니다》 : 2018.7.23~9.18
- 《여우각시별》 : 2018.10.1~11.26
- 《사의 찬미》 : 2018.11.27~12.4
- 《복수가 돌아왔다》 : 2018.12.10~2019.2.4

#### 2019
- 《해치》 : 2019.2.11~4.30
- 《초면에 사랑합니다》 : 2019.5.6~6.25
- 《VIP》 : 2019.10.28~12.24

### 2020년대

#### 2020
- 《낭만닥터 김사부 2》 : 2020.1.6~2.25
- 《아무도 모른다》 : 2020.3.2~4.21
- 《굿캐스팅》 : 2020.4.27~6.16
- 《브람스를 좋아하세요?》 : 2020.8.31~10.20
- 《펜트하우스》 : 2020.10.26~2021.1.5

#### 2021
- 《조선구마사》 : 3.22~23
- 《라켓소년단》 : 5.31~8.9
- 《홍천기》 : 8.30~10.26
- 《그 해 우리는》 : 12.6~2022.1.25

#### 2022
- 《사내맞선》 : 2.28~4.5
- 《우리는 오늘부터》 : 5.9~6.21
- 《치얼업》 : 10.3~12.13
- 《트롤리》 : 12.19~2023.2.14

#### 2023
- 《꽃선비 열애사》 : 3.20~5.16

#### 2026년
- 《키스는 괜히 해서!》 : 2025.11

~ 방송 예정
- 《오늘부터 인간입니다만》 : ~ 방송 예정

## 경쟁 프로그램
- KBS 2TV 월화 드라마
- MBC 월화 드라마
- TV조선 월화 드라마
- JTBC 월화 드라마
- 채널A 월화 드라마
- MBN 월화 드라마
- tvN 월화 드라마
- ENA 월화 드라마